# Acronicta pasiphae
Acronicta pasiphae là một loài bướm đêm trong họ Noctuidae.